# Maria Antonia Fernández
Pour les articles homonymes, voir María Fernández (homonymie), Vallejo et Fernández.
Maria Antonia Vallejo Fernández (9 mars 1751 - 10 juin 1787) était une danseuse de flamenco et une chanteuse. Elle était connue sous le nom de scène La Caramba pour son exclamation caractéristique Caramba! qui concluait une tonadilla à l'époque où elle s'installe à Madrid. Sa coiffure, en forme de chignon décoré de rubans aux couleurs vives, devient également populaire avec son nom de La Caramba. Elle s'est mariée en 1781 mais quitte bientôt son mari et revient sur la scène.
Le cratère vénusien Fernandez a été nommé en son honneur.